# Lesko (Familienname)
Lesko bzw. Leško ist ein Familienname.

## Herkunft und Bedeutung
Der Familienname Lesko ist bereits seit dem 13. Jahrhundert bekannt und trat vor allem in der Gegend des späteren Westpreußen und dem heutigen Polen bzw. den Pommerellen auf. Die Abwandlung Leško ist vor allem in der heutigen Slowakei ein gängiger Familienname.

## Namensträger (Auswahl)
- Adrián Leško (* 1995), slowakischer Fußballspieler
- Andrej Leško (* 1998), slowakischer Eishockeyspieler
- Anna Lesko (* 1979), rumänische Sängerin
- Artur Lesko (* 1984), belarussischer Fußballspieler
- Dávid Leško (* 1988), slowakischer Fußballspieler
- Debbie Lesko (* 1958), US-amerikanische Politikerin
- Dušan Leško (* 1956), tschechoslowakischer Fußballspieler
- Ján Leško (Bildhauer) (* 1956), slowakischer Bildhauer
- Ján Leško (Fußballspieler) (* 1986), slowakischer Fußballspieler
- Ladislav Leško (1932–2007), (jugoslawisch) kroatisch-slowakischer Komponist, Arrangeur und Dirigent
- Leonard H. Lesko (* 1938), US-amerikanischer Ägyptologe
- John Lesko (* 1988), US-amerikanischer Fußballspieler
- Marina Lesko (* 1968), russische Journalistin und Autorin
- Mark Lesko (* 1967), US-amerikanischer Politiker und Rechtsanwalt
- Marián Leško (* 1954), slowakischer Journalist, Publizist und Kommentator
- Martin Leško (Eishockeyspieler, 1971) (* 1971), slowakischer Eishockeyspieler
- Martin Leško (Eishockeyspieler, 1990) (* 1990), slowakischer Eishockeyspieler
- Matthew Lesko (* 1943), US-amerikanischer Autor
- Michal Leško (* 1992), slowakischer Eishockeyspieler
- Peter Leško (* 1991), slowakischer Fußballspieler
- Rastislav Leško (* 1975), tschechoslowakischer bzw. slowakischer Skispringer
- Štefan Leško (1929–2015), tschechoslowakischer Fußballspieler und -trainer
- Tomáš Leško (* 1988), slowakischer Eishockeyspieler
- Vladimír Leško (* 1950), slowakischer Philosoph und Hochschullehrer